# Punk chrétien
Genres associés
Metal chrétien

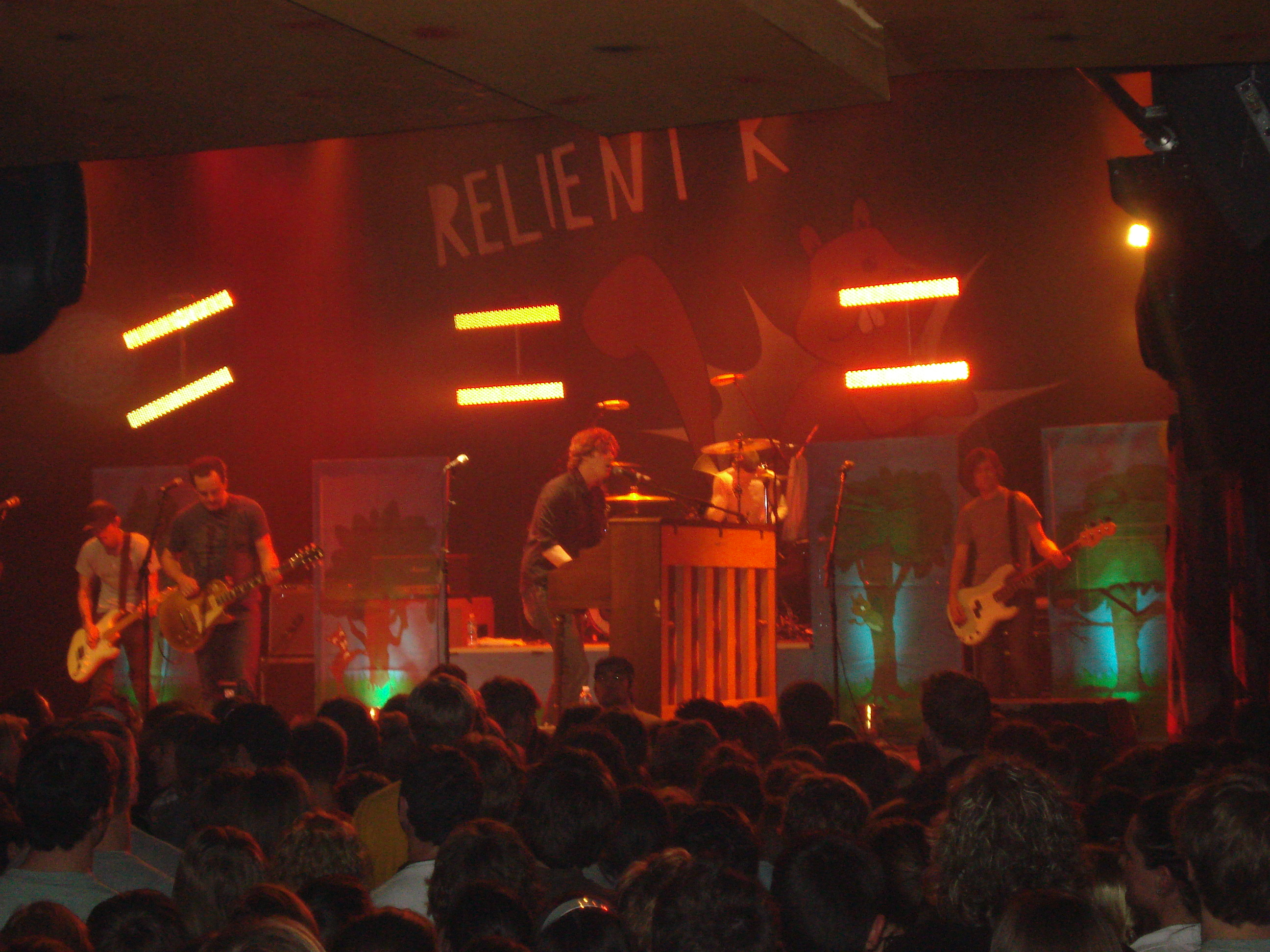
Relient K.

Le punk chrétien est un genre de punk rock à thèmes chrétiens. Cette scène provient essentiellement des États-Unis et d'Allemagne. Ces mouvements et styles musicaux sont issus à l'origine du Jesus Movement. Le punk chrétien hérite des caractéristiques du punk, mais l'idéologie associée est proche des vues des Jesus Freaks ou de l'anarchisme chrétien, ce qui en fait un sujet très controversé suivant les points de vue.

## Histoire
Les origines du punk chrétien retracées dans la scène punk rock des années 1980 sont quelque peu obscures. La montée du Jesus Movement et ses institutions culturelles, comme Jesus People USA (JPUSA), servent de tremplin à de nombreux mouvements chrétiens comme le punk, en partie au label discographique de JPUSA, Grrr Records. Crashdog est l'un des groupes punk caractéristiquement associés au JPUSA. Dans les années 1980, la plupart des groupes jouent à la Calvary Chapel dans le comté d'Orange, en Californie. Un groupe populaire de la scène, Undercover, proclame que « Dieu est puissant », avec un mélange d'éléments rockabilly et punk hardcore. D'autres premiers groupes notables de punk chrétien incluent Altar Boys, Nobody Special, The Crucified, Circle of Dust, Under Midnight, Scaterd Few et One Bad Pig.
Dans les années 1990, la scène punk chrétienne underground s'agrandit avec des groupes comme MxPx, Ghoti Hook, Squad Five-O, The Huntingtons, Slick Shoes, Dogwood, Pocket Change, Officer Negative, Blaster the Rocket Man et Headnoise. Au XXIe siècle, le développement du punk chrétien se fait avec des groupes comme Relient K, Hawk Nelson, FM Static, Flatfoot 56, Stellar Kart, et This Providence, ou encore Biotox 2000 en France.